# Agnes Fenenga
Agnes E. Fenenga (Schiermonnikoog, 5 april 1874 – Gregory, 4 april 1949) was een Nederlands-Amerikaanse zendelinge en onderwijzeres die ruim veertig jaar werkte in het Midden-Oosten, met name in Mardin (Turkije) en Aleppo (Syrië).

## Biografie
Agnes Fenenga werd geboren als Aukje Fenenga op het Nederlandse eiland Schiermonnikoog. Ze emigreerde in 1881 met haar familie naar South Dakota in de Verenigde Staten. Haar moeder overleed in 1886. In 1901 studeerde ze af aan het Yankton College. Fenenga adopteerde een dochter, Prisca Lois Fenenga, geboren in 1924.

## Zendingswerk
Fenenga kwam in 1901 aan in het zendingsstation in Mardin, waar ze als directrice van de meisjesschool werkte, in dienst van het Woman's Board of Missions, onderdeel van de American Board of Commissioners for Foreign Missions. In 1904 had zij de leiding over de meisjesschool, waar het onderwijs in het Arabisch werd gegeven. De school bood vakken aan als algebra, astronomie, plantkunde, geschiedenis, muziek, aardrijkskunde, natuurkunde, pedagogiek, huishoudkunde, kinderverzorging en gymnastiek.
De school was belangrijk voor meisjes uit arme gezinnen, waaronder wezen. Fenenga was geïnspireerd door Olive Parmelee Andrus, die zij beschouwde als "de moeder van vele dochters", en hoopte net als zij een lange carrière in Mardin te hebben.
In 1913 werd zij gearresteerd door Ottomaanse autoriteiten en acht maanden vastgehouden, samen met twee andere zendelingen. In 1916 werd zij samen met andere buitenlanders uitgewezen uit Mardin.
Tijdens de Eerste Wereldoorlog keerde zij terug naar de VS en gaf zij lezingen over haar ervaringen, vaak in klederdracht uit Oost-Turkije. Haar voordrachten trokken aandacht door haar ooggetuigenverslag van de oorlog en de gelijktijdige Sayfo.
Na de oorlog keerde Fenenga terug naar Mardin. In december 1918 hervatte zij haar werk daar, samen met Alpheus Newell Andrus en zijn vrouw. In 1922 werd het station overgedragen aan de Presbyterian Church (USA), maar in 1925 kwam het weer terug onder de American Board of Commissioners for Foreign Missions. Fenenga bleef tot 1933 actief in Mardin, met uitzondering van periodes waarin zij in de VS verbleef vanwege oorlogsomstandigheden. In totaal werkte zij ongeveer dertig jaar in de regio.
Tijdens de Koerdische Sjeik Said-opstand in 1925 was zij de enige Amerikaanse in Mardin tijdens de staat van beleg.
In 1933 werd zij genoodzaakt Turkije te verlaten en verhuisde naar Aleppo, Syrië waar zij haar werk voortzette tot haar pensionering in 1944.

## Laatste jaren en overlijden
Na haar pensioen gaf Fenenga nog geregeld lezingen over haar zendingswerk in het Midden-Oosten. Zij overleed op 4 april 1949, één dag voor haar 75e verjaardag, in Gregory, South Dakota.

### Publicaties
- "Letter from Miss Agnes Fenenga", Life and Light for Heathen Women, september 1902.[14]